# Anolis garmani
Anolis garmani is een hagedis uit de familie anolissen (Dactyloidae).

## Naam en indeling
De wetenschappelijke naam van de soort werd in 1899 gepubliceerd door Leonhard Hess Stejneger. De soortaanduiding garmani is een eerbetoon aan Samuel W. Garman (1843 - 1927). Deze soort is enige tijd in het geslacht Norops geplaatst geweest.

## Uiterlijke kenmerken
Het is een van de grotere soorten anolissen; het mannetje wordt maximaal 38 centimeter lang, vrouwtjes blijven kleiner en worden maximaal 25 centimeter lang. Ongeveer twee derde van de totale lichaamslengte bestaat uit de lange staart. De kleur is minder bont dan bij sommige soorten anolissen; meestal is de hagedis grasgroen en alleen in rust of bij stress wordt hij bruin. Mannetjes hebben een forser lichaam en een grovere, zaagachtige stekeltjeskam van achter de nek tot halverwege de staart. De keelzak van de mannetjes is relatief groot en heeft een gele kleur met een oranje binnenzijde. De keelzak van de vrouwtjes heeft geen felle kleuren en is donkerder.

## Levenswijze
De vrouwtjes zetten eieren af die begraven worden in de bodem. Op het menu staan insecten maar ook kleinere hagedissen zoals andere anolissen. Daarnaast worden ook plantendelen zoals fruit gegeten.

## Verspreiding en habitat
De soort komt voor in delen van de Caraïben en leeft op het eiland Jamaica en op de Kaaimaneilanden. In het zuidoostelijke deel van de Verenigde Staten is de anolis uitgezet. De habitat bestaat uit tropische en subtropische bossen en alleen de dichtbegroeide delen ervan. Ook in tuinen met hoge bomen kan de soort worden aangetroffen. Anolis garmani leeft met name op de stammen van bomen, en hoger dan twee meter komt deze soort niet vaak, alleen als er gevaar dreigt klimt hij soms snel in een hoge boom. Tijdens de regentijd verschuilt de anolis zich weken of zelfs maandenlang; hij komt alleen tevoorschijn bij zonnig weer.

## Beschermingsstatus
Door de internationale natuurbeschermingsorganisatie IUCN is de beschermingsstatus 'veilig' toegewezen (Least Concern of LC).